# Bahram Vallis
Bahram Vallis é um antigo vale fluvial no quadrângulo de Lunae Palus em Marte a 20.7° latitude norte e 57.5° longitude leste. Sua extensão é de 302 km e seu nome vem da palavra 'Marte' em persa. Bahram Vallis se localiza entre Vedra Valles e a seção inferior de Kasei Valles.  Trata-e basicamente de um único tronco de vale, com paredes fracionadas em alguns lugares.  A presença de formações em linhas de fluxo em seu leito demonstra que fluidos estiveram envolvidos em sua formação.

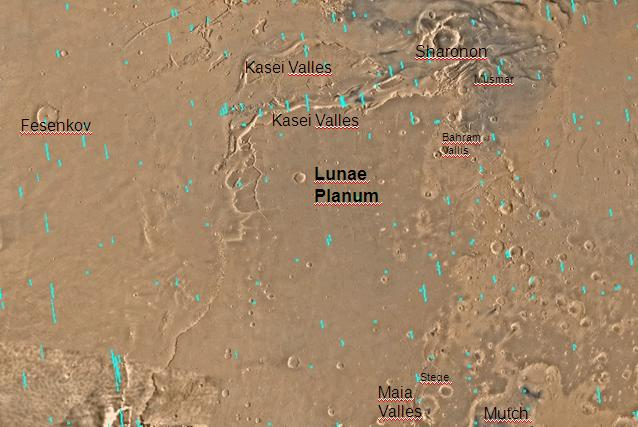
Mapa do quadrângulo de Lunae Palus com legendas. Bahram Vallis está à direita.
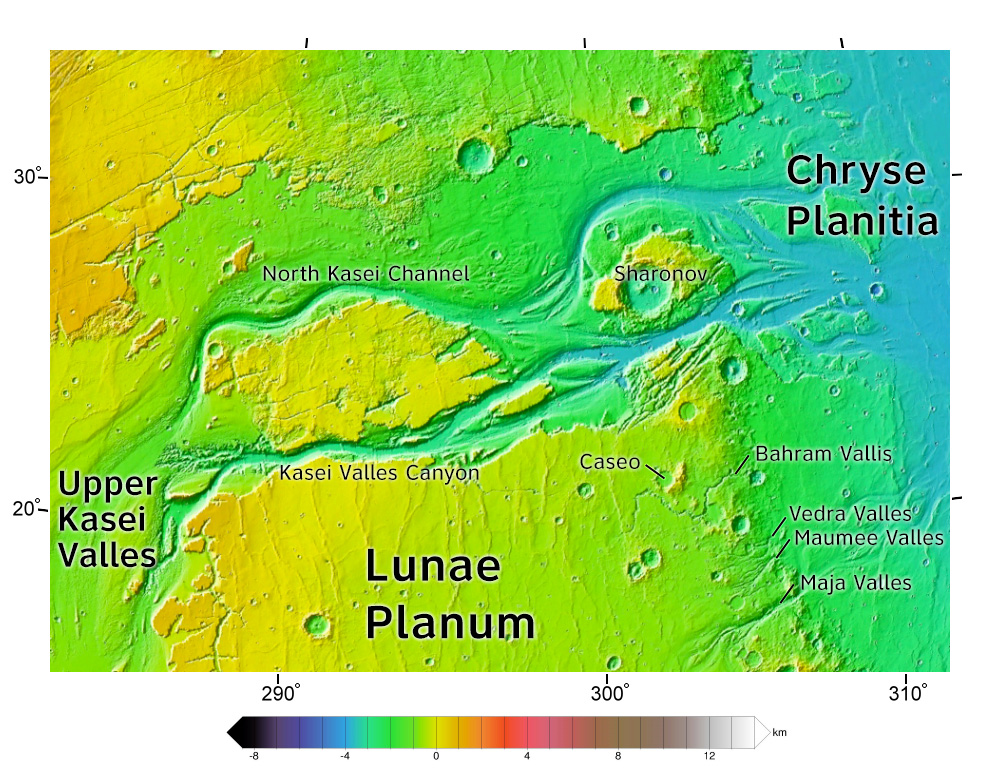
Área ao redor da seção norte de Kasei Valles, mostrando a relação de Kasei Valles, Bahram Vallis, Vedra Valles, Maumee Valles, e Maja Valles.  A localidade do mapa é o quadrângulo de Lunae Palus e inclui partes de Lunae Planum e Chryse Planitia.